# Franz Szabo
Franz Szabo – kanadyjski historyk, wykładowca na Uniwersytecie Alberty.
W 1968 roku uzyskał tytuł bakałarza na Uniwersytecie Montrealu. Później kontynuował edukację na Uniwersytecie Alberty. W 1970 uzyskał tam tytuł magistra, a w 1976 doktora.  Jego zainteresowania naukowe obejmują absolutyzm oświecony w monarchii Habsburgów, wojnę siedmioletnią, historię kulturową Europy Środkowej oraz austriacką imigrację do Kanady. Publikował m.in. na łamach czasopism "Società e storia", "Austrian History Yearbook" i "Journal of Modern History".

## Książki
- Kaunitz and enlightened absolutism, 1753-1780 (Cambridge:Cambridge University Press, 1994)
- The Seven Years War in Europe, 1756-1763 (Harlow:Pearson Longman, 2007)